# Australian Wine Research Institute
L'Australian Wine Research Institute (AWRI) est un institut de recherche sur le vin basé à Urrbrae, dans la banlieue d'Adélaïde, en Australie-Méridionale.
L'institut est situé sur le Waite and National Wine Centre (Waite Campus) de l'Université d'Adélaïde.